# Encarnación del Águila
Encarnación del Águila Sánchez (Sevilla, siglo XIX-?) fue una maestra española, y la primera mujer en España en obtener el título de bachillerato.

## Trayectoria
Encarnación del Águila nació en Sevilla en el siglo XIX. No se conoce su año de nacimiento, ni quiénes fueron sus padres o si llegó a casarse o tener descendencia.
Consiguió matricularse en el instituto San Isidoro de Sevilla, gracias al precedente que había sentado en 1871 Antonia Arrobas y Pérez al matricularse en el Instituto Provincial de Huelva. El 21 de junio de 1877, Del Águila se presentó al examen para obtener el grado de bachiller, aprobándolo.

Ante este hecho, quien se encargaba de expedir los títulos de bachiller, el rector de la Universidad de Sevilla, escribió al Ministerio de Fomento para validar la legalidad de que una mujer hubiera cursado este tipo de estudios. La respuesta del director general de Instrucción Pública especificaba que el título de bachiller que le fue concedido a Del Águila no la habilitaba a ejercer ninguna profesión por su condición de mujer, pero a su vez abría la puerta a que otras mujeres pudieran graduarse también:
«Considerando la conveniencia y hasta la necesidad de procurar todos los medios posibles a quien por su doble papel de mujer y madre está destinada a ejercer un poderoso influjo en la sociedad y en la familia y considerando que el título otorgado no lleva consigo el ejercicio de ninguna profesión y de ninguna clase de función pública, esta Dirección General ha tenido a bien resolver que tanto a la alumna del Instituto de Sevilla, Encarnación del Águila Sánchez, como a cuantas en lo sucesivo se hallaren en su caso, puede y debe expedírsele el título de Bachiller». Real Orden Nº 1299, de 22 de julio de 1878
En 1878, le fue expedido el título de Bachiller, lo que la convirtió en la primera mujer de España en conseguirlo. En los registros consta que hasta 1882 se habían matriculado en el Instituto provincial de Segunda Enseñanza de Sevilla 17 alumnas.
Años después de graduarse, Del Águila se incorporó a la Escuela Normal de Maestras, que había sido creada tras la aprobación de la Ley Moyano. En 1886, Andresa Recarte, María del Remedio Torroella Prats, María Diáz y Encarnación del Águila se presentaron a la oposición para convertirse en directoras de la Escuela Normal de Maestras de Zaragoza, obteniéndola esta última. Entre 1886 y 1887, fue directora de este centro.
En el cargo, ganaba 12.000 reales al año, que equivalía al salario de una catedrático de universidad de la época.  El 15 de febrero de 1896 le fue reconocido un quinquenio como directora de la Escuela Normal de Maestras de Granada. En noviembre de 1900 ejercía como profesora numeraria de la Escuela Normal Superior dé Maestras de Sevilla.

## Reconocimientos
En 2025, el IES San Isidoro de Sevilla convocó un premio con el nombre Encarnación del Águila para reconocer a los mejores ensayos del alumnado con motivo del 8M.